# Meine brillante Karriere
Meine brillante Karriere (Originaltitel: My Brilliant Career) ist ein australisches Filmdrama von 1979 unter der Regie von Gillian Armstrong. Judy Davis spielt eine junge Frau Anfang des 20. Jahrhunderts in Australien, die zwischen Ehe und Unabhängigkeit wählen muss. Sie entscheidet sich, ihren Traum, Schriftstellerin zu werden, zu verwirklichen. Sam Neill verkörpert den Mann, der sie heiraten möchte.
Das Drehbuch beruht auf Miles Franklins erstem semi-biografischen Roman, den sie im Alter von 20 Jahren schrieb, und der 1901 veröffentlicht wurde.  

## Handlung
Sybylla Melvyn, Tochter eines verarmten Bauern, möchte gern auf eigenen Füßen stehen und ihren Traum verwirklichen, Schriftstellerin zu werden. Sie muss gegen die herrschenden Konventionen Anfang des 20. Jahrhunderts ankämpfen, die für Frauen eher eine Ehe oder einen dienenden Beruf vorsehen. Ihre Karrierepläne halten Sybylla jedoch nicht davon ab, eine Stellung als Haushälterin bei einem Nachbarn anzunehmen, dem ihr Vater Geld schuldet. 
Vorübergehend lebt Sybylla bei ihrer Großmutter und ihrer Tante Helen Bossier, die sie zu deren Bestürzung wissen lässt, dass sie niemals heiraten werde, sondern ganz andere Pläne habe. Die hübsche, selbstbewusste Frau weckt das Interesse zahlreicher Männer. So möchte der unbeholfene Engländer Frank Hawdon, der seit drei Monaten in Australien ist, dass sie ihn als seine Ehefrau zurück in seine Heimat begleitet. Auch der gutaussehende Großgrundbesitzer Harry Beecham zeigt großes Interesse an Sybylla und sie fühlt sich ebenfalls von ihm angezogen. Letztendlich gibt Sybylla aber ihren Traum nicht auf, sie heiratet Beecham nicht, und macht ihren Traum von einer Karriere als Schriftstellerin wahr, indem sie ein Buch schreibt. 

## Produktion und Hintergrund
Die Filmaufnahmen entstanden in Camden Park House, Wollondilly Shire, Ortsteil Menangle in New South Wales, einem Bundesstaat im Südosten Australiens. Produktionsfirma war die New Youth Wales Film Corporation/GUO/Analysis, Margaret Fink Productions. 
Miles Franklin schrieb mehrere Romane und veröffentlichte 1946 eine Fortsetzung der Geschichte unter dem Titel My Career Goes Bung. My Brilliant Career blieb jedoch ihr erfolgreichstes  und beliebtestes Buch.
Der Film war in Australien sehr erfolgreich, auch wenn er von der Australian Film Development Corporation dreimal abgelehnt worden war. Die Corporation war der Ansicht, dass der Film an der Kinokasse scheitern würde, da es so etwas wie ein Happyend nicht gebe. Fink und Armstrong hatten sich insoweit geweigert, nachzugeben. Ein Teil des Erfolgs wird Davis’ „wunderbarer Leistung“ in ihrer Rolle zugeschrieben. Judy Davis war zur Zeit des Drehs 24 Jahre alt und hatte ihre Schauspielausbildung am National Institute of Dramatic Art in Sydney gerade abgeschlossen. Mit ihren wilden roten Haaren und Sommersprossen und dem blassen Teint ist Davis eine schöne Sybylla. Judy Davis spielte die Klaviersoli selbst, so übt sie beispielsweise am Klavier die Kinderszenen von Robert Schumann.
Der Film wurde im Mai 1979 auf dem Filmfestival in Cannes in Frankreich vorgestellt. In Australien lief er am 17. August 1979 unter dem Originaltitel My Brilliant Career an. In den USA wurde er erstmals am 6. Oktober 1979 auf dem New York Film Festival gezeigt. Am 1. Februar 1980 lief er dann in den USA in ausgewählten Kinos an. In der Bundesrepublik Deutschland lief der Film nicht im Kino, sondern wurde als Erstausstrahlung unter dem Titel Meine brillante Karriere am 14. November 1980 im ZDF gesendet. Am 28. November 1989 erschien der Film in einer deutsch synchronisierten Fassung auf Video. 
weitere Veröffentlichungen
- Schweden: 15. Februar 1980 unter dem Titel Min lysande karriär
- Italien: 18. April 1980 unter dem Titel La mia brillante carriera
- Niederlande: 19. Februar 1981
- Dänemark: 24. Juli 1981 unter dem Titel Min brillante karriere
- Japan: 2. Januar 1982, außerdem lief er dort am 13. Oktober 2006 innerhalb des Australian Film Festivals.
- Ungarn: 22. November 1984 unter dem Titel Ragyogó karrierem
- Polen: 23. Juli 2007 unter dem Titel Moja blyskotliwa kariera anlässlich des Nowe Horyzonty Filmfestivals.
- Argentinien unter dem Titel Mi brillante carrera
- Brasilien unter dem Titel As Quatro Irmãs
- Finnland unter dem Titel Loistava urani
- Serbien unter dem Titel Moja briljantna karijera
- Sowjetunion (russischer Titel) Моя блестящая карьера

## Kritik
Stephanie Zacharek sprach davon, dass die Filmversion des 1901 veröffentlichten, damals revolutionären Romans von Miles Franklin, auch im Jahr 1979 in der Film-Version „noch revolutionär in ihrer ruhigen Art und Weise“ sei. Es sei selten, dass Filme, australische oder auch andere, in Schlüsselpositionen fast ausschließlich von Frauen besetzt seien. Auch der Kritiker Gary Gouzens wies darauf hin, dass der Film nicht nur von einer Frau geleitet und produziert worden sei, die Vorlage ebenso wie das Drehbuch von einer Frau stamme und weitere wichtige Positionen von Frauen besetzt seien. Gelobt wurde auch die „hervorragende Kameraarbeit“ von Donald McAlpine. My Brilliant Career sei ein Film über die Erkundung der Möglichkeiten, die das Leben biete, anstatt das Leben einfach nur geschehen zu lassen.
Janet Maslin schrieb in der New York Times, dass Judy Davis eine unkonventionelle Art habe, die Szenen zu spielen, und ihre Vitalität belebend sei. Ihre Sybylla sei einerseits ein verspieltes Wesen, andererseits schaffe sie ein fröhliches Chaos, wo immer sie sei. Weiter war Maslin der Ansicht, dass eine der Stärken des Films seine Lebendigkeit sei. McAlpine habe zudem einen Blick fürs Bild und die robuste Schönheit der Landschaft sehr gut eingefangen.
Das Lexikon des internationalen Films beurteilte den Film äußerst positiv und schrieb: „Einfühlsame Schilderung einer Selbstfindung, glänzend gespielt und hervorragend fotografiert, stimmig in Atmosphäre wie Milieuschilderung.“

## Auszeichnungen
Australian Film Institute AFI Award
- 1979: Gewinner: Kategorien „Bester Film“: Margaret Fink, „Bester Regisseur“: Gillian Armstrong, „Bestes adaptiertes Drehbuch“: Eleanor Witcombe, „Beste Leistung Produkt-Design“: Luciana Arrighi, „Bestes Kostümdesign“: Anna Senior, „Beste Kamera“: Donald McAlpine
- 1979: Nominierte: Kategorien „Beste Hauptrolle“: Judy Davis, „Beste Nebenrollen“: Aileen Hughes, Wendy Hughes, Patricia Kennedy, Robert Grubb

Internationale Filmfestspiele von Cannes – Goldene Palme
- 1979: Nominiert Gillian Armstrong

Kansas City Film Critics Circle Awards
- Gewinner des KCFCC Award als „Bester ausländischer Film“

London Critics’ Circle Film Awards
- Gewinnerin des Special Achievement Award: Gillian Armstrong (für ihr Regiedebüt)

Oscar
- 1981: Oscarnominierung für Anna Senior in der Kategorie „Bestes Kostüm-Design“. Der Oscar ging an Anthony Powell und das Filmdrama Tess.

Golden Globe Award
- 1981: Nominiert in der Kategorie „Bester ausländischer Film“

BAFTA Award
- 1981: Nominiert in den Kategorien „Beste Schauspielerin“: Judy Davis  und „Beste Neueinsteigerin in einer führenden Filmrolle“: Judy Davis

Australian Cinematographers Society
- 1981: Gewinner der Auszeichnung Kameramann des Jahres: Donald McAlpine